# Valaques de Serbie

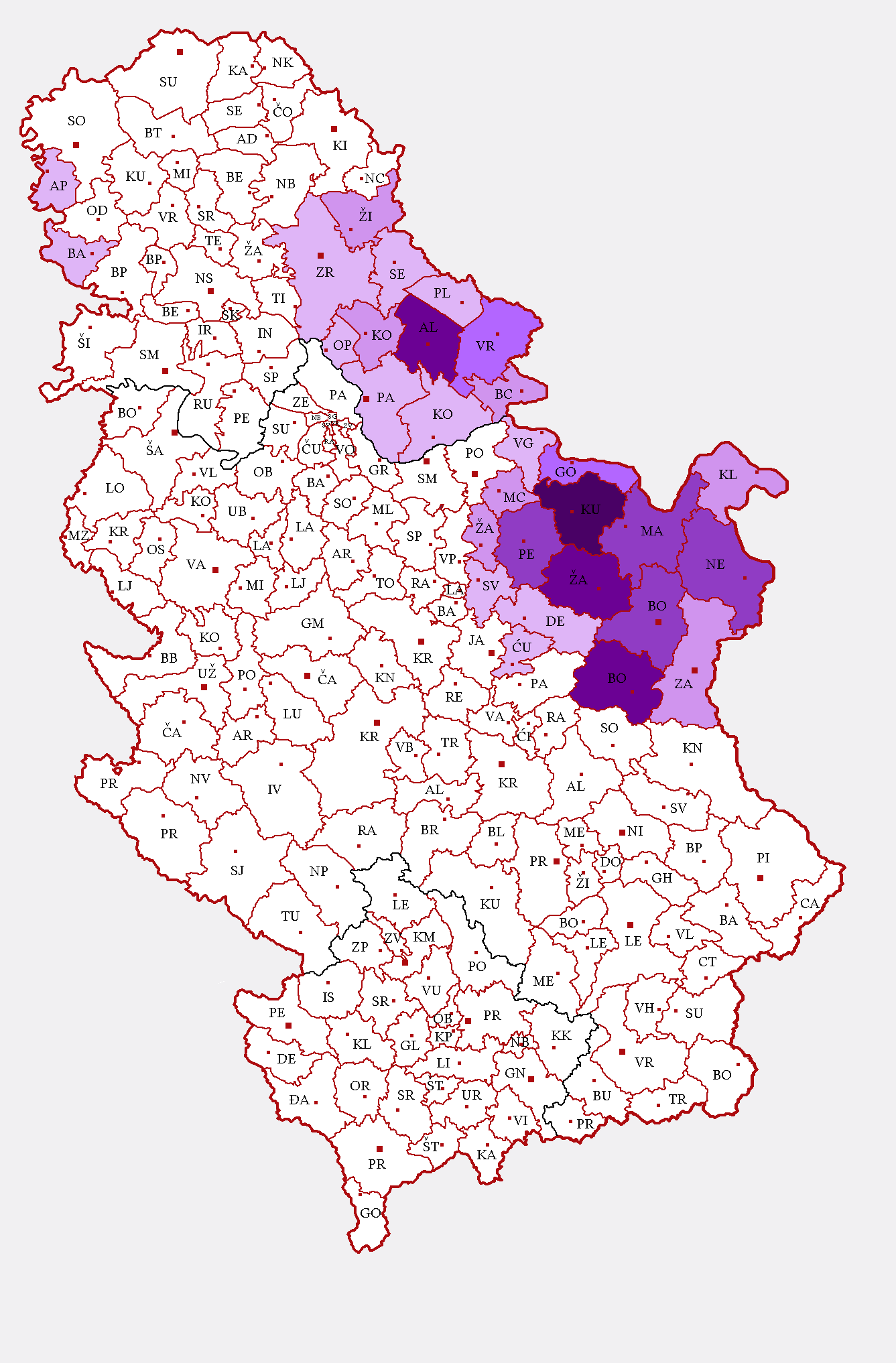
Locuteurs des langues romanes orientales en Serbie (avec le Kosovo) : au nord les « Vlasses » (Власи, Vlasi), à l'est les « Vlaches » (Влаши, Vlashi) :
1-5 %
5-10 %
10-15 %
15-25 %
25-35 %
au-dessus de 35 %

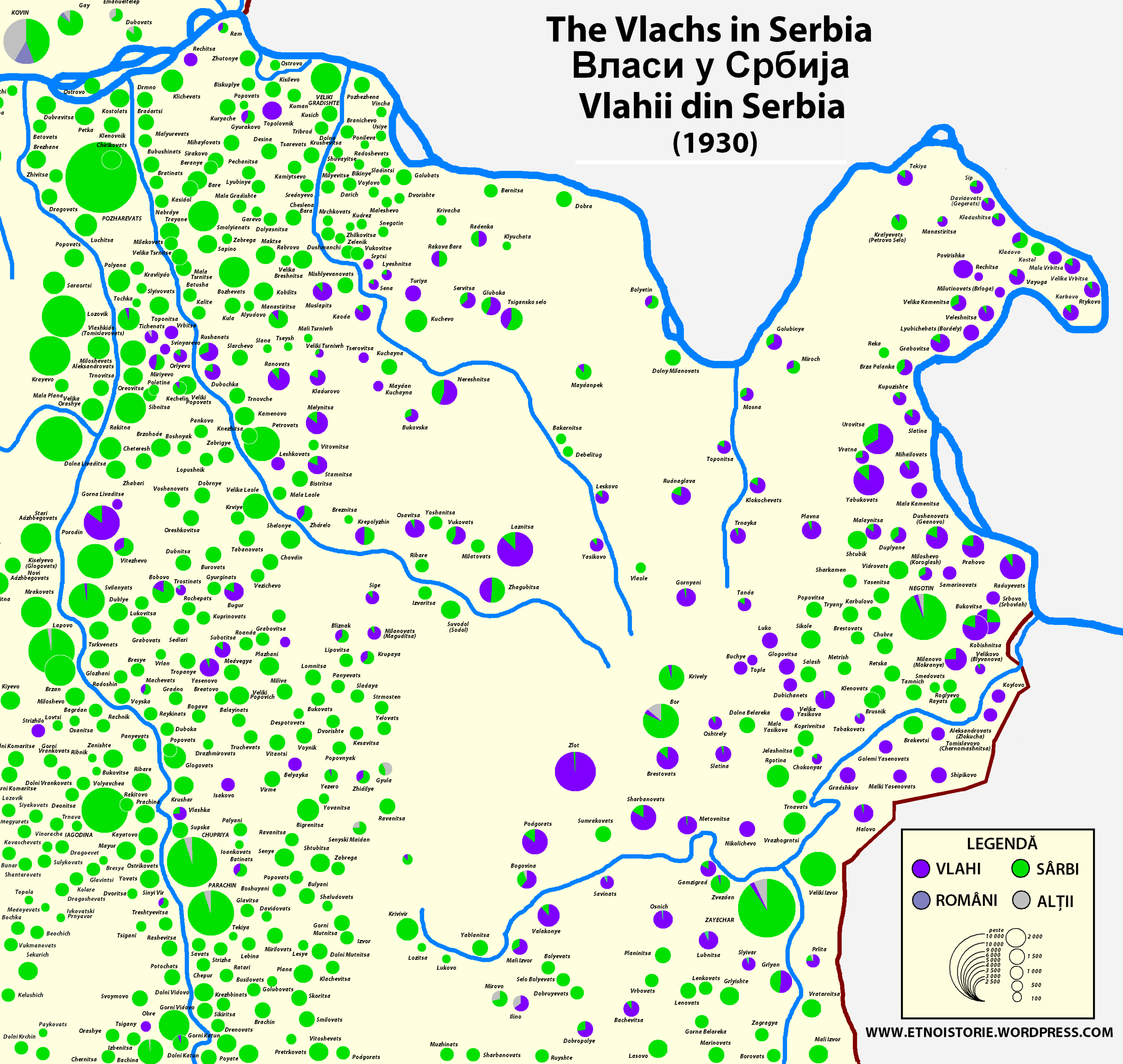
Carte figurant la minorité roumanophone des Portes de Fer en Serbie en 1930, en violet. Sur les cartes postérieures à 1945, elle n'est plus figurée.

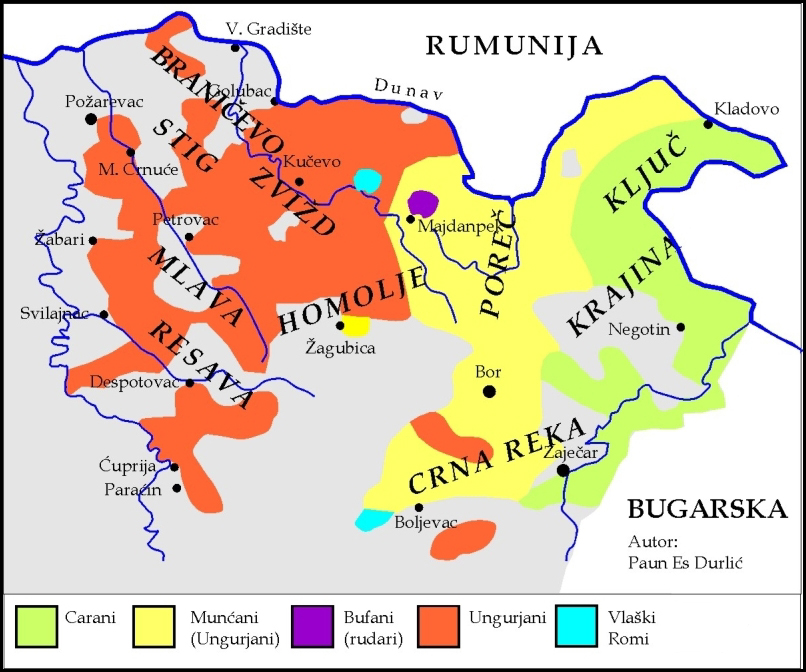
Les variétés des « Valaques timochènes » (timoceni) des Portes de Fer.

Le mot français « Valaques » est polysémique et peut, entre autres, désigner les minorités de langue romane orientale de Serbie, formant les roumanophones de Serbie. L'une d'elles est celle des « Timochènes » (timoceni, 21 013 personnes au recensement de 2022, mais plus de cent mille selon les estimations) vivant dans le pays Timochène aux Portes de Fer, à l'est de la Serbie. Ils sont l'objet de cet article.

## Étymologie et sémantique
« Valaque » est un mot d'origine germanique, utilisé à l'origine par les tribus germaniques pour désigner les Romains. Il sera plus tard adopté par l'Empire byzantin, l'Empire ottoman et pratiquement par tous les Slaves pour désigner les locuteurs de langues romanes dans les Balkans qu'ils ont trouvé, et souvent assimilé, après leur établissement au VIe siècle dans la région. Ces « Valaques », des Thraces romanisés, ne s'appelaient pas eux-mêmes « Valaques » (sauf tardivement), mais par des variantes du mot « Romain ». Aujourd'hui, il existe plusieurs populations qui sont encore officiellement appelés « Valaques » en Croatie, en Serbie et en Bulgarie où ce terme englobe tous les locuteurs de langues romanes orientales, qu'ils soient de langue roumaine ou aroumaine.
Les habitants romanophones de Serbie se partagent entre deux dialectes est-romans : l'aroumain et le roumain : les locuteurs du premier, nommés « Vlaches » (en serbe Влаши ou Vlaši, en aroumain armāńi) sont comptés comme « Valaques » tout court, tandis que les locuteurs du second, appelés « Vlasses » (en serbe Власи ou Vlasi, en roumain rumāńi) sont comptés en Voïvodine comme « minorité roumaine de Serbie » tandis que dans le « pays Timochène » (Timočka krajina, près des Portes de Fer en Serbie orientale) ils sont comptés comme « Serbes de langue valaque » ou comme « Valaques de Serbie ». La plupart sont également locuteurs du torlakien qui leur permet de comprendre aussi bien le serbe standard que le bulgare, non sans garder des termes romans dans leur lexique local. Le 30 juillet 2007, sur les 243 148 Serbes du « pays Timochène » autour des Portes de Fer, environ 141 000 soit 58 % ont déclaré être d'origine roumaine (de ńjam rumāńesc),.
Avant la fusion de la Moldavie et de la Valachie en 1859, les Valaques « timochènes » (timoceni) des Portes de Fer étaient, dans les études ethnographiques du XIXe siècle ou du début du XXe siècle, officiellement dénommés « Roumains » et leur région était, comme la Valachie, appelée Влашка / Vlaška en serbe et en bulgare. Après 1859 et la formation du premier État roumain moderne, les autorités serbes puis yougoslaves et bulgares, pour couper court à toute éventuelle revendication irrédentiste roumaine, voulurent nier l'appartenance de leurs minorités roumanophones aux Roumains, et préférèrent la dénomination de « Valaques » sans pour autant interdire celle de « Roumains ».
Après la guerre et depuis que la Yougoslavie est devenue communiste, les gouvernements yougoslaves puis serbes utilisent une nouvelle distinction non plus linguistique mais géographique : parmi les locuteurs du roumain, ceux de Voïvodine sont considérés comme une minorité roumaine, tandis que les Timochènes (timoceni vivant autour des Portes de Fer) sont considérés soit comme des « Serbes de langue romane », soit comme un groupe ethnique à part, bien qu'ils parlent roumain et s'autodésignent comme rumâńi (« roumains »).
Outre ces distinctions serbes, il en existe d'autres parmi les Timochènes eux-mêmes qui peuvent se reconnaître comme ungureni (parlant le même roumain septentrional transylvain qu'en Crichanie, au Banat et en Transylvanie, régions jadis austro-hongroises), comme țărani (« paysans » parlant le même roumain méridional olténien qu'en Valachie), comme munteni (« montagnards ») ou comme bufani (« bûcherons »).

## Histoire
Les Timochènes, qui conservent en privé une culture comportant des éléments archaïques dans des domaines tels que la langue ou les coutumes, affirment avoir toujours vécu dans le pays timochène comme le relate l'ethnologue Athanasie Popović : ils sont « nés de cette terre plus vieille que la terre », décrivent leur pays comme une « citadelle de montagnes fendue en deux par l’araire de Dieu dans le sillon duquel s’est glissé le Danube » qui les « sépare de ses frères de Roumanie », mais porte sur ses rives la Tabula Trajana commémorant l'arrivée des Romains en Dacie, et ils se réfèrent aussi au village préhistorique de “Vîrteju Teiului”, l’un des plus anciens d’Europe, « tourbillon des origines où le Danube bouillonne comme un tout jeune torrent ». Mais cette légende est niée par des hypothèses visant à leur dénier ce statut autochtone. Ces thèses postulent des origines exogènes : pour l'historiographie hongroise moderne, ils sont venus des Balkans, migrant du Sud vers le Nord au XIVe siècle pour envahir la Transylvanie et le sud-est de la Hongrie ; pour l'historiographie serbe et bulgare, en revanche, ils sont venus des régions de la Roumanie actuelle en migrant du Nord vers le Sud au XVIIIe siècle et XIXe siècle pour envahir les Balkans. En fait, des migrations ont en effet été enregistrées entre 1718 et 1739 après la guerre austro-turque de 1716-1718 ; à cette époque, l'est de la Serbie faisait partie du Banat de Timiš et se sont poursuivies à plus petite échelle après cette période : les Valaques, avec leurs troupeaux, se réfugiant en général là où leurs congénères vivaient déjà auparavant et où, par conséquent, ils pouvaient se faire comprendre et accueillir, en Moldavie, en Valachie et dans le pays timochène.
Plus précisément, des migrations ont été enregistrées dans les périodes 1723-1725, 1733-1734, 1818 et 1834. Elles étaient dirigées vers les villages de Jošanica (Josanița), Krepoljin (Crepoleni), Laznica (Laznița), Osanica (Oșanița), Râbari, Suvideni, Vukovac (Lupeni) et Žagubica (Jagubița ou Jăgobița). Ces migrations ont augmenté le nombre de foyers dans les vallées et les piémonts des montagnes Homolje (serbe : Хомољске планине / Homoljske planine ; roumain : Munții Homolie ou Munții Homoliei), passés de 80 en 1718 à 155 en 1733. Les deux dernières vagues ont conduit à la fondation des villages de Bliznak (Brezeni), Breznica (Breznița), Izvarica (Izvorița), Jasikovo (Iașicău), Krupaja (Crupiștea), Milanovac (Milanovăț) et Sighea.
Après la conquête soviétique des Balkans, l'« internationalisme prolétarien » des pays communistes qui prévalut pendant trois ans, poussa le chef des partisans yougoslaves, Josip Broz Tito à offrir à la Roumanie devenue communiste, dirigée par Gheorghe Gheorghiu-Dej et Ana Pauker, le « pays Timochène » (Влашка / Vlaška), mais Blagoje Nešković, secrétaire du Comité central du Parti communiste yougoslave, s'opposa à cette proposition. Après la rupture Tito-Staline en 1948, cette idée devînt caduque et la Yougoslavie, la Bulgarie et la Roumanie communistes fermèrent leurs frontières,, ; à nouveau en Yougoslavie et en Bulgarie les roumanophones locaux furent officiellement désignés comme « Valaques ».

## Culture

### Langue

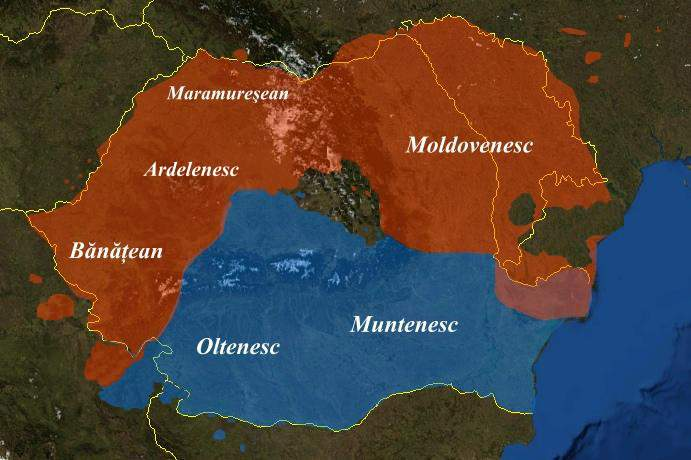
Les variétés régionales du roumain.

Les Valaques parlent un groupe de variétés roumaines archaïques connues sous le nom de « valaques » en Serbie. Jusqu'en 2012, la langue roumaine n'était pas enseignée ni utilisée dans l'administration locale, pas même dans les localités où les Valaques sont majoritaires, alors que selon la loi serbe, elle aurait dû être co-officielle partout où la minorité représente plus de 15 % de la population. Cela était principalement dû au manque d'enseignants. Depuis 2012, les autorités serbes s'efforcent de standardiser le « valaque » en alphabet cyrillique serbe, en le différencant le plus possible du roumain standard et l'enseignement du « valaque » a commencé dans les écoles primaires. Un « Conseil valaque de Serbie » (Влашки савет Србије) a été mis en place pour développer cette politique dite « valaquiste » (vlahismul, влахисмуљ, влашизмъ pour les Roumains et власизмъ pour les Aroumains). En 2006 il a promu l'utilisation du serbe comme langue officielle, administrative et éducative, et du « valaque » dans ses deux variantes власка vlaska roumaine et влашка vlashka aroumaine, comme langues littéraires. Cette proposition du conseil a été officialisée dans un document publié en 2010, approuvant aussi l'écriture du « valaque » en cyrillique.
Selon le recensement serbe de 2011, parmi les 35 330 personnes identifiées comme Valaques, 28 918 ont déclaré parler le « valaque » et seulement 186 le « roumain ». Sur 43 095 personnes ayant déclaré que leur langue maternelle était le « valaque », 28 918 ont déclaré leur appartenance ethnique comme « valaque », 12 156 comme serbe, 67 comme roumaine, 174 comme autre, 1 150 n'ont rien déclaré et 266 ont donné des réponses non-enregistrées. Au recensement de 2011 en Serbie, dans le sud et l'est de la Serbie où était concentrée la population d'identité « valaque », il y avait 32 873 personnes déclarant cette identité et 2 073 personnes s'affirmant roumaines, phénomène analogue à ce qui se passait en Moldavie à l'époque de la gouvernance pro-russe (1994-2020), où la grande majorité des autochtones roumanophones préférait se déclarer « Moldaves » et non « Roumains » pour éviter les soucis avec les autorités.

### Christianisme
À part quelques exceptions catholiques ou évangéliques, les Valaques de Serbie sont dans leur grande majorité orthodoxes et se partagent entre le patriarcat de Belgrade (éparchie du Timok siégeant à Zăicear) et le patriarcat de Bucarest (éparchie de Felix Romuliana siégeant à Vârșeț) : le 24 mars 2009 les deux patriarcats ont conclu un accord pour que le premier puisse exercer son autorité pastorale sur les Serbes de Roumanie, et le second sur les roumanophones de Serbie… qui le souhaitent. Ainsi l'église de Mălainița / Malajnica construite en 2004, est la première église du « pays Timochène » autorisée en 2009 à célébrer la messe et les sacrements en roumain (« valaque »).
Auparavant, la loi serbe de 2006 ne permettait à l'Église orthodoxe roumaine d'exercer son autorité pastorale qu'en Voïvodine dont la minorité roumaine a toujours été officiellement reconnue comme telle, mais pas dans le pays Timochène dont les habitants roumains étaient considérés comme des « Serbes de langue valaque ».

### Autres croyances et traditions
L'isolement relatif des « Valaques » a permis la conservation de diverses coutumes et croyances religieuses préchrétiennes qui sont mal vues par l'Église orthodoxe. Les rituels valaques, bien connus dans a Serbie moderne, sont l'ospăț (hospitium en latin, soit « banquet ») et les « roussalies » (rosalia en latin, fête des roses offertes aux défunts, qui commémore la Pentecôte et correspond au Dimanche des Rameaux). Les « roussalies » sont célébrées tant chez les Roumains (“Rusalii”) que chez les Slaves (« Руссалка » : Roussalka) et commémorent les âmes des enfants morts avant le baptême mais aussi les “pycљ” de la mythologie slave (ondines, naïades).
Durant ces célébrations, le « Timochène », voulant d’entrer en contact avec ses ancêtres pour y retrouver ses proches disparus, le “Timochène” pratique une fois par an, des rituels qui lui permettent de s'évader du présent autour d’un feu qui encourage des comportements orgiaques où chacun et chacune peut “s’en donner à coeur-joie”.
La première phase des rituels est le rassemblement nocturne des villageois dans des grottes (le pays Timochène est une région karstique où les cours d’eau sont souvent souterrains). Le vendredi précédant le Dimanche des Rameaux, les femmes valaques cueillent des fleurs dans la forêt dès le matin. Les plus âgées y cueillent, elles, des herbes médicinales. L’après-midi, les gens se rassemblent dans la grotte, jouent de la musique, allument des feux, disposent des tables avec des bougies, de la nourriture et des boissons, puis dansent autour des feux jusqu'à s’échauffer. Les femmes et les hommes se séparent, procèdent à des ablutions et trempent les herbes cueillies qui serviront de remèdes jusqu’à l’année suivante. Du côté des femmes, la dernière jeune fille à avoir atteint sa puberté avant la fête sera la “Reine” de cette année. Elles font sortir du groupe une autre jeune fille au visage voilé, portant une épée parée avec un linge blanc : c’est la "Reine" de l'année passée. Ces femmes s'approchent du dernier jeune homme à s’être marié avant la fête, posent une couronne de fleurs sur sa tête et la “Reine” de l’année passée lui met dans la main droite l'épée décorée. Durant cette fête, les participants cherchent le contact avec le monde des aïeux et des esprits, où se mêlent syncrétiquement les iele (fées ou ondines) et les anges chrétiens.
Le lendemain de cette fête les participants se réunissent au village et disposent des victuailles sur un tapis très coloré. Toute de mélopées, de danses et d'incantations, la fête qui suit ce repas est un appel aux êtres de l'au-delà, et doit aboutir à l'interpénétration de ces deux mondes dans une « zone membrane » au centre du village, là où l'homme ne laboure pas la terre. Elle durera toute la nuit, et la danse est ouverte à toutes et à tous, enfants inclus ; la sensualité est la bienvenue mais nul couple, légitime ou non, n'a le droit de s'isoler - puisque cette nuit, l'eau-de-vie de prune aidant, tout est permis, et puisque personne n'aura le droit de s'en offusquer par la suite, sous peine d'être exclu de la communauté. Nulle femme n'est responsable de ses actes, puisque ce sont les iele qui, cette nuit, habitent les corps des femmes. Des interdictions déterminées définissent strictement le comportement des villageois à cette occasion (il est par exemple interdit de cracher, de jurer, de se signer).
Le lendemain, le christianisme « reprend le dessus ». Après le petit déjeuner au centre du village, une femme entrera dans une transe violente, poussant des cris effrayants. Le peuple l'appelle Fugita, « la filante ». Sa famille clame alors : a luat-o Rusalia : « la Roussalie l'a emportée » (possédée). Les femmes âgées veillent sur la Filante, mettant des offrandes dans ses mains (des gâteaux). La Filante court sans but et se griffe le visage et la gorge jusqu'au sang, délire et ne sent plus la douleur. Épilepsie ou hystérie, peu importe : la Filante reste plusieurs heures dans cet état second, tandis qu'une femme âgée, devenue sybille, interprète son délire comme les voix des ancêtres, afin de recevoir d'eux la pomana, les conseils charitables. Lorsqu'elle est épuisée, deux hommes âgés soulèvent la Filante et la déposent devant l'église où les villageois appellent la « Reine » de cette année, qui va réveiller la Filante en faisant couler de l'absinthe dans sa bouche, en mettant de l'ail sous sa ceinture, du vinaigre sur son cou et en lui chantant :
Of, negară, floare amară

Vindecă a noastră țară

Ridică-ne-o pe Rodica ușoară

Să zburde ca o căprioară

Să facă hora ușoară

Tare ca fierul, iute ca cerul.

« Oh absinthe, fleur amère

Guéris nous notre terroir

Relève nous notre Rodica (ou tout autre prénom)

Qu'elle saute comme une biche

Qu'elle fasse la danse légère

Forte comme le fer, vive comme le ciel ».

La Filante réveillée marque la fin des rituels d'origine païenne et le passage à la dernière phase des cérémonies roussaliques : la phase chrétienne, la messe des Rameaux. C'est là que les villageois pensent atteindre la paix intérieure, de réconciliation et de ressourcement qui va clore le cycle et rendre chacun(e) plus fort(e) à ses foyers… jusqu'à l'année suivante.

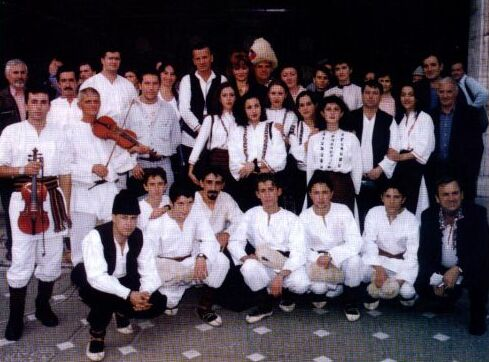
Groupe de danseurs de Iacubovăț / Jakubovac

## Situation politique et culturelle
L'identité et la classification ethnique des Valaques du pays Timochène fluctuent au gré des évolutions de la politique en Serbie. Le gouvernement serbe considère les Valaques comme un groupe distinct, et rejette toute confusion avec les Roumains, citant les résultats du recensement et leur droit de s'identifier avec la minorité de leur choix. D'un autre côté, la position du gouvernement roumain est que les Valaques timochènes sont simplement des Roumains, que la distinction entre les identités « roumaine » et « valaque » est purement politique et que la Serbie protège les droits minoritaires des Roumains de Voïvodine, mais néglige ceux des Roumains du pays Timochène.
Parmi les populations concernées, ceux, majoritaires, qui s'alignent sur la position du gouvernement serbe considèrent la Serbie comme leur unique patrie et rejettent tout lien avec la Roumanie, tandis qu'une minorité, quitte à s'attirer des réprimandes, considère la Roumanie comme l'autre patrie des Valaques timochènes. Le deux groupes cependant d'accord pour demander au gouvernement serbe de respecter davantage leurs droits citoyens et culturels : à Negotin, la porte de la station de télévision locale en langue roumaine a été vandalisée par le graffiti « Napolje Rumuni, Srbija » soit « Serbie, vire les Roumains ».
Il n'y a pas d'unanimité au Conseil national de la minorité nationale valaque. En 2009, lors d'une interview pour le journal serbe Politika, Živoslav Lazić, président du Conseil et maire de Veliko Gradište (Grădiștea Mare), a qualifié de « roumanophobes » les efforts du gouvernement serbe pour démontrer que les Valaques Timochènes ne seraient pas, culturellement et linguistiquement, des Roumains. Il a déclaré qu'« il est parfaitement possible de les intégrer comme bons citoyens serbes, ce qu'il sont depuis l'indépendance du pays en 1817, sans pour autant les serbiser de force en gommant leurs spécificités, d'autant qu'ils n'ont jamais demandé à être rattachés à la Roumanie et que celle-ci n'a jamais revendiqué le pays Timochène. » L'année suivante, peu avant les premières élections pour choisir les membres du Conseil national valaque, le politicien Miletić Mihajlović a accusé le Conseil d'être pro-roumain et d'avoir pour objectif principal de « transférer le pays Timochène à la Roumanie ». Le nouveau conseil élu en 2010 a adopté une position anti-roumaine. En 2012, son nouveau président, Radiša Dragojević, a déclaré que « personne n'a le droit de demander aux Valaques de se déclarer Roumains », que « les Valaques considèrent la Serbie comme leur patrie sans aucune objection ni aucune raison de se tourner vers la Roumanie, et la Roumanie n'a aucune raison de formuler des exigences en leur faveur ». Dragojević a précisé que sur les 23 membres du conseil des Valaques timochènes, seuls 4 « prétendent que les Valaques seraient des Roumains ». En 2018, un nouveau conseil valaque a été élu et la « coalition valaque pour la Serbie » a remporté 22 des 23 sièges. Dragojević, président du conseil valaque et membre de la coalition, a déclaré que leur résultat était dû au fait que les formations politiques valaques pro-roumaines avaient soit boycotté les élections, soit s'étaient présentées aux élections du Conseil national de la minorité nationale roumaine.
Ces confusions entre la citoyenneté selon le droit du sol, qui inclut les roumanophones de Serbie parmi les Serbes sans pour autant les acculturer, et l'ethnicité selon le droit du sang, qui les en exclut, s'explique par le nationalisme obsessionnel et populiste qui se diffuse dans les Balkans, et selon lequel toute différence, tout droit à la différence ne peut mener qu'à la sécession, au séparatisme, à la trahison. En 2009, on estime que deux à trois mille Valaques timochènes fréquentaient des écoles secondaires et des universités en Roumanie. Il a été dit que l'élite politique serbe pourrait craindre qu'une partie d'entre eux ne retourne en Serbie avec une conscience nationale roumaine qui les mènerait à trahir la Serbie. L'Association des Valaques de Serbie (Zajednica Vlaha Srbija / Заједница Влаха Србије, ZVS) réfute ce discours xénophobe et roumanophobe, affirmant que les Roumains de Serbie parlent roumain sans avoir jamais trahi et qu'il n'est pas nécessaire de les séparer de la nation roumaine pour qu'ils soient des citoyens fidèles.
Le Parti national valaque dirigé par Predrag Balašević va plus loin : il affirme que la Serbie tente de manipuler la culture et l'histoire des Valaques et de leur imposer une « construction culturelle fictive ». Ce parti n'admet pas que l'on traite différemment les Roumains de Voïvodine, respectés et reconnus, et les Valaques timochènes soumis à l'acculturation. Timoc Press est une autre organisation, financée par le Ministère roumain des Affaires Étrangères, qui considère qu'il n'y a pas de différence culturelle entre les Valaques timochènes, les Roumains de Voïvodine, ceux de Roumanie, de Moldavie, d'Ukraine, de de Hongrie ou de Bulgarie, et que les discriminations qui leur sont imposées sont contraires aux droits de l'Homme et à la Charte européenne des langues régionales ou minoritaires. Il existe aussi des organisations anti-roumaines comme, par exemple, le Parti démocratique valaque (VDS), dont le président en 2012, Siniša Celojević, a déclaré que « les Valaques de Serbie ne sont pas et ne seront jamais membres de la minorité nationale roumaine » et que « la Roumanie profite des revendications des Valaques de Timok pour infiltrer des agents parmi eux ». Celojević était membre du Conseil national valaque.

## Statut légal

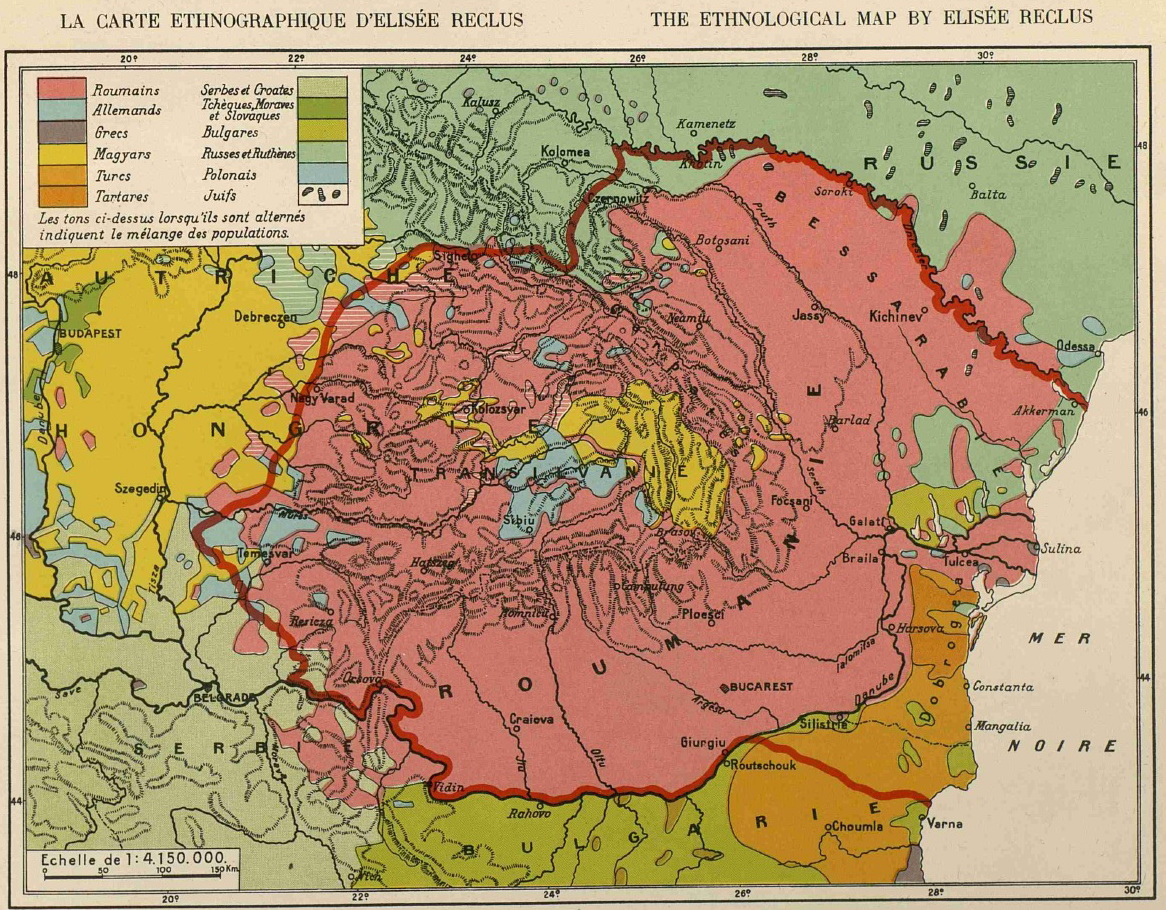
Carte ethnographique de la population roumaine (rouge) par Élisée Reclus.

L'endonyme des Valaques timochènes est Rumâni et, pour la communauté, Rumânii din Sârbia, traduit en français par « roumanophones de Serbie ». Ils sont connus en roumain sous le nom de Vlahii din Serbia ou Românii Timoceni.
En signant l'accord roumano-yougoslave du 4 novembre 2002, les autorités yougoslaves ont accepté de reconnaître l'identité roumaine de la population valaque de Serbie, mais l'accord n'a pas été mis en œuvre. En avril 2005, 23 députés du Conseil de l'Europe, des représentants de Hongrie, Géorgie, Lituanie, Roumanie, Moldavie, Estonie, Arménie, Azerbaïdjan, Danemark et Bulgarie ont protesté contre le traitement réservé par la Serbie à cette population.
Le Sénat de Roumanie a reporté la ratification de la candidature de la Serbie à l'adhésion à l'Union européenne jusqu'à ce que le statut juridique et les droits minoritaires de la population roumaine (y compris dite valaque) en Serbie soient clarifiés.
Predrag Balašević, président du parti valaque de Serbie, a accusé le gouvernement d'acculturation en utilisant le Conseil national valaque contre les intérêts de cette minorité en Serbie.
Depuis 2010, le Conseil national valaque de Serbie est dirigé par des membres des principaux partis serbes (Parti démocrate et Parti socialiste), dont la plupart sont des Serbes de souche n'ayant aucun lien avec la minorité valaque/roumaine. Radiša Dragojević, l'actuel président du Conseil national valaque de Serbie, a déclaré que personne n'a le droit de demander à la minorité valaque de Serbie de s'identifier comme Roumaine ou d'opposer son veto à quoi que ce soit. Les organisations culturelles Ariadnae Filum, Društvo za kulturu Vlaha - Rumuna Srbije, Društvo Rumuna - Vlaha „Trajan“, Društvo za kulturu, jezik i religiju Vlaha - Rumuna Pomoravlja, Udruženje za tradiciju i kulturu Vlaha „Dunav », Centar za ruralni razvoj - Vlaška kulturna inicijativa Srbija et le Parti valaque de Serbie ont protesté contre cette déclaration.
Selon un accord de 2012 entre la Roumanie et la Serbie, mais non-appliqué, les membres de la communauté valaque qui choisissent de se déclarer Roumains devraient avoir accès, en Serbie même, à l'éducation, aux médias et au cathéchisme en langue roumaine.

## Personnes célèbres
- Bojan Aleksandrović, prêtre orthodoxe roumain du pays Timochène
- Predrag Bālašević, homme politique défendant la non-discrimination des Valaques parmi les roumanophones de Serbie
- Pāun Es Durlić, ethnologue
- Slavoljub Gacović, ethnologue
- Miletić Mihajlović, homme politique
- Izvorinka Milošević, chanteuse du folklore serbe et valaque
- Branko Olar, l'un des chanteurs les plus connus du folklore valaque de l'est de la Serbie, originaire du village de Slatina près de Bor
- Staniša Pāunović, chanteuse folklorique valaque bien connue, originaire de Negotin, de l'est de la Serbie
- Safet Pavlović, homme politique et maire de Žagubica
- Dušan Pārvulović, défendant la non-discrimination des Valaques parmi les roumanophones de Serbie
- Athanasie Popović, ethnologue
- Adam Puslojić, poète, traducteur et écrivain